# Moldiver
Moldiver (яп. モルダイバー Морудайба:) — это 6-серийный OVA-сериал 1993 года. Является пародией на истории приключений девочек-волшебниц и супергероев.

## Сюжет
Токио, 2045 год. Хироси Одзора изобретает «Мол-Юнит», устройство, позволяющее его владельцу действовать вне законов физики. Полёт, сверхскорость, неуязвимость — всё это становится возможным. Загвоздка в том, что эффект длится лишь 666 секунд. Он планирует использовать «Мол-Юнит» для получения известности и создает собственную супергеройскую персону — Капитана Токио.
Но его планы нарушаются, когда устройство попадает в руки его сестры Мирай, которая использует его для создания более женственной версии костюма. Прибор от этого глючит и он начинает рандомно переключаться между двумя. Хироси приходится теперь делиться прибором с сестрой, которая использует его для более легкомысленных поводов.
В то же время в Токио всё неспокойно. Доктор Макинегал и его армия роботов творят беспорядки. Более того, Нодзуму, младший из детей в семье Одзора, создал собственный «Мол-Юнит» и из вредности и чтобы противостоять брату и сестре — собственную личность суперзлодея.

## Серии
| # | Название        | Дата выхода         |
| - | --------------- | ------------------- |
| 1 | «Metamorforce!» | 25 февраля 1993 г.  |
| 2 | «OverZone»      | 25 марта 1993 г.    |
| 3 | «Longing»       | 25 июня 1993 г.     |
| 4 | «Destruction»   | 25 августа 1993 г.  |
| 5 | «Intruder»      | 25 сентября 1993 г. |
| 6 | «Verity»        | 25 ноября 1993 г.   |